# Mikolcsány
Mikolcsány (szlovákul: Mikolčany) Gömörliget településrésze, korábban önálló falu Szlovákiában, a Besztercebányai kerületben, a Nagyrőcei járásban.

## Fekvése
Nagyrőcétől 23 km-re, délkeletre fekszik.

## Története
Mikolcsány a 13. században keletkezett, 1337-ben „Mykoucha” alakban említik először. 1340-ben „Mykocha”, 1351-ben „Mykochan” a neve. A Záchok után több nemesi család birtokolta. 1427-ben Székely Lászlónak 22 portája volt a településen. 1582-ben lakói elmenekültek  török elől, de később újratelepült. 1709 és 1710 között a pestis 150 áldozatot szedett a községben. 
A 18. század végén Vályi András így ír róla: „MIKOLCSÁNY. Tót falu Gömör Várm. földes Ura Czékus Uraság, lakosai többfélék, fekszik Süvetének szomszédságában, mellynek filiája, földgye búzát is jól terem, piatzozása közel, legelője elég, fája mind a’ két féle van, tserép edényeket is készítenek, és azzal kereskednek.”
1828-ban 44 házában 340 lakos élt, akik főként mezőgazdasággal és fazekassággal foglalkoztak.
A 19. század közepén Fényes Elek eképpen írja le: „Mikocsán, magyar-tót falu, Gömör és Kis-Honth egyesült vármegyékben, Pelsőcz és Jolsva közt: 11 kath., 221 evang., 130 ref. lak., kik sok cserépedényt égetnek. Evang. szentegyház. F. u. h. Coburg s m. Ut. postája Rosnyó.”
Borovszky monográfiasorozatának Gömör-Kishont vármegyét tárgyaló része szerint: „Mikolcsány, murányvölgyi magyar kisközség, 45 házzal és 214, nagyobbára ág. ev. h. vallású lakossal. 1351-ben e község nevét Mykochan, 1427-ben pedig Mykolchy alakban találjuk feljegyezve. Ez időben a Székely család volt a földesura, 1486-babn a Giczey cs. ezután pedig az Orosz család. Birtoka fölött később a Diószeghy, Hámos, Fáy és a Czékus családok osztoztak. Ág. h. ev. temploma 1825-ben épült. A község postája, távírója és vasúti állomása Licze-Gicze.”
A trianoni diktátumig Gömör-Kishont vármegye Nagyrőcei járásához tartozott, ezután a csehszlovák állam része lett. 1938 és 1944 között visszakerült Magyarországhoz.
1963-ban Gömörliget néven Gömörnánással egyesítették.

## Népessége
1910-ben 195-en, túlnyomórészt magyarok lakták.

## Lásd még
- Gömörliget
- Gömörnánás

## Külső hivatkozások
- Gömörliget községinfó
- Gömörliget Szlovákia térképén
- Travelatlas.sk
- E-obce.sk Archiválva 2013. június 8-i dátummal a Wayback Machine-ben